# At-Tanf
Koordinaten: 33° 26′ 13″ N, 38° 50′ 11″ O

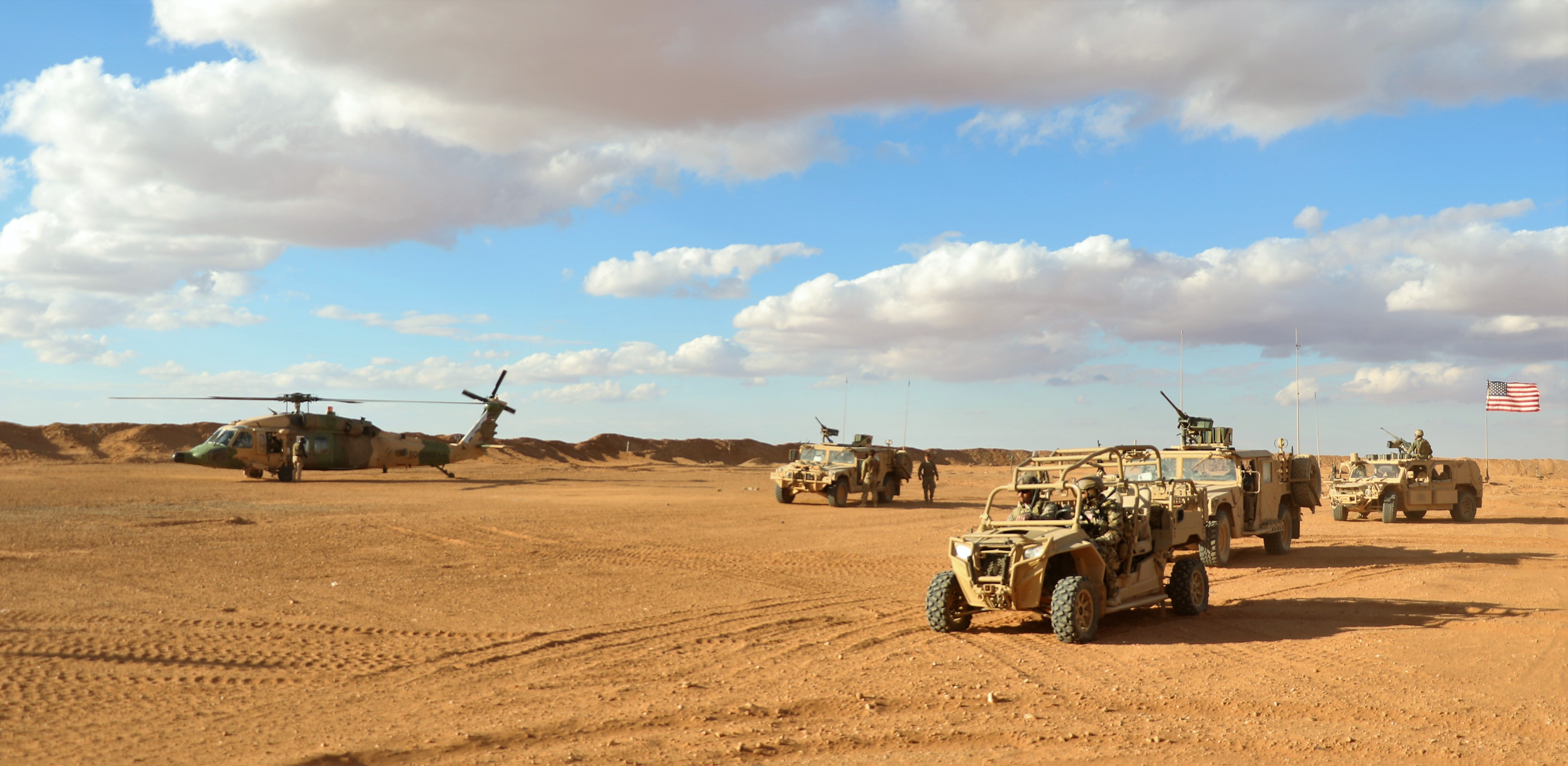
Landezone in der Basis

At-Tanf (arabisch التنف, DMG at-Tanf) ist ein syrischer Grenzübergang an der Straße zwischen Damaskus und Bagdad. Auf irakischer Seite befindet sich der Grenzübergang al-Walid.
Seit dem Ausbruch des syrischen Bürgerkrieges unterhalten die Streitkräfte der Vereinigten Staaten eine Militärbasis 20 km nördlich des Grenzüberganges, in der auch britische Soldaten stationiert sind. Der offizielle Auftrag der Spezialeinheiten ist die Ausbildung der Freien Syrischen Armee und Revolutionären Kommandoarmee zum Kampf gegen den Islamischen Staat im Rahmen des Combined Joint Task Force – Operation Inherent Resolve. Teilweise bekämpft das US-Militär den Islamischen Staat in Syrien jedoch auch selbst. 
Die syrische Regierung unter Präsident Assad sah die US-Truppen auf seinem Gebiet als illegale Besatzung an. Der mit dem syrischen Regime verbündete Iran versuchte, die US-Truppen zum Abzug zu zwingen.
Die US-Streitkräfte hatten im Oktober 2018 noch einige hundert Soldaten und etwa ebenso viele verbündete syrische Kämpfer in at-Tanf stationiert. Im Januar 2023 waren dort mindestens 800 US-Soldaten stationiert. Im Dezember 2024 waren dort 2000 US-Soldaten stationiert.
Anfang Oktober 2024, unterstellten US-Offiziere in Al Tanf die Brigade Abu Khatab und andere Milizen-Einheiten unter dem gemeinsamen Kommando der RCA. Die Zahl der Söldner wuchs daraufhin von etwa 800 auf bis zu 3.000 an. Alle wurden weiterhin von den USA bewaffnet und erhielten ein monatliches Gehalt von 400 Dollar, fast das Zwölffache dessen, was syrische Soldaten erhalten hatten. Für die Offensive 2024 arbeiteten die RCA und die HTS zusammen und die Kommunikation zwischen den beiden Kräften wurde von den Amerikanern in At-Tanf koordiniert.